# コールブルックの式
コールブルックの式（英: Colebrook equation）は、滑面及び粗面の配管での乱流の研究における実験結果を組み合した陰方程式である。本式は、シリル・フランク・コールブルックによって1939年に発明された
。本式は反復計算によって解かれることでダルシー・ワイスバッハの式に用いられる摩擦損失係数 f が求められる。コールブルック・ホワイトの式としても知られており、コールブルックとC.M.ホワイトによる1937年の論文
が本式の由来として誤って引用されることがしばしばある。これは、ホワイトが滑面と粗面の配管の相関関係をひとつの式に組み合わせることができるであろうという数学的な方法について提案したため、コールブルックが恩義を感じてホワイトの名を論文に掲載したことが多少影響しており、1939年の論文の脚注でコールブルックが認めている。

## 一般式
流れが十分に発達した満水状態の配管内定常流にてレイノルズ数が4000より大きい場合、摩擦損失係数 f は次のように求められる。
{\displaystyle {\frac {1}{\sqrt {f}}}=-2\log _{10}\left({\frac {\varepsilon /D_{\mathrm {H} }}{3.7}}+{\frac {2.51}{\mathrm {Re} {\sqrt {f}}}}\right)}
もしくは
{\displaystyle {\frac {1}{\sqrt {f}}}=-2\log _{10}\left({\frac {\varepsilon /R_{\mathrm {H} }}{14.8}}+{\frac {2.51}{\mathrm {Re} {\sqrt {f}}}}\right)}
ここで、
- ε　：　絶対粗度　(m)
- DH　：　水力直径　(m) —　満水状態の円管流れでは　DH = D = 配管の内径
- RH　：　径深　(m) —　満水状態の円管流れでは　RH = D /4 = (配管の内径)/4
- Re　：　レイノルズ数　(無次元)

## 一般式と等価な表現
コールブルックの式と数学的に等しい式として次のような形がある。
{\displaystyle {\frac {1}{\sqrt {f}}}=1.7384\ldots -2\log _{10}\left({\frac {2\varepsilon }{D_{\mathrm {H} }}}+{\frac {18.574}{\mathrm {Re} {\sqrt {f}}}}\right)}
この式に出てくる値は以下である：
1.7384... = 2 log10 (2 × 3.7) = 2 log10 (7.4)
18.574 = 2.51 × 3.7 × 2
さらに次のような変形式もある：
{\displaystyle {\frac {1}{\sqrt {f}}}=1.1364\ldots +2\log _{10}\left({\frac {D_{\mathrm {H} }}{\varepsilon }}\right)-2\log _{10}\left(1+{\frac {9.287}{\mathrm {Re} (\varepsilon /D_{\mathrm {H} }){\sqrt {f}}}}\right)}
または
{\displaystyle {\frac {1}{\sqrt {f}}}=1.1364\ldots -2\log _{10}\left({\frac {\varepsilon }{D_{\mathrm {H} }}}+{\frac {9.287}{\mathrm {Re} {\sqrt {f}}}}\right)}
ここでの値は以下である：
1.1364... = 1.7384... − 2 log10 2 = 2 log10 7.4 − 2 log10 2 = 2 log10 3.7
9.287 = 18.574 / 2 = 2.51 × 3.7.
これらの拡張式は一般式を、定数3.7と2.51が正確であるという仮定をした上で変形したものである。これらの定数はカーブフィッティングの作業の中でコールブルックにより丸められたと見られる。しかしこれらの定数は正確なものとして扱われており、陽的な近似式（ハーランドの式、スワミー・ジャインの式等）の結果とコールブルックの式により計算された摩擦損失係数を比較すると誤差は大きくないことが分かる。
これら拡張式とよく似た方程式がさまざまな文献にて参照される可能性がある。それらが本質的には同じ方程式であるということに着目することは有用であろう。

## 解法
この式は両辺にf のある陰的な方程式であり、fの陽的な表現（f = f (Re , ε/DH)という形）を初等関数だけで表すことは出来ないことが知られている。そのためf の値を求めるには何らかの数値計算が必要となる。例えば、Microsoft Office Excelが使えるのであれば、ゴールシーク機能により求めることができる。
2006年、ランベルトのW関数を導入することで陽的な表現が得られるようになった。
{\displaystyle a={\frac {2.51}{\mathrm {Re} }},\;b={\frac {\varepsilon /D_{\mathrm {H} }}{3.7}}} として
{\displaystyle {\frac {1}{\sqrt {f}}}={\frac {2}{\ln 10}}W({\frac {\ln 10}{2a}}10^{\frac {b}{2a}})-{\frac {b}{a}}}
ただしW関数の値を得るためにはやはり数値計算が必要である。

## 自由表面流れ
コールブルックの式には自由表面をもった流れについての式も存在する。このような条件は開水路や、配管内が満水ではなく部分的に流体が流れるような配管にて適用できる。自由表面流れにおいては、次のようになる。
{\displaystyle {\frac {1}{\sqrt {f}}}=-2\log _{10}\left({\frac {\varepsilon /R_{\mathrm {H} }}{12}}+{\frac {2.51}{\mathrm {Re} {\sqrt {f}}}}\right)}